# Lukas Graham
Lukas Graham é uma banda pop dinamarquesa. É constituída pelo vocalista Lukas Forchhammer, o baterista Mark Falgren e o baixista Magnus Larsson. A banda lançou seu primeiro álbum, Lukas Graham, pelas gravadoras Copenhagen Records e Then We Take the World em 2012. O álbum alcançou o primeiro lugar nas paradas dinamarquesas. Seu segundo álbum foi lançado em 2015 e ganhou atenção internacional com os singles "Mama Said" e "7 Years", esse último liderou as paradas em muitos dos principais mercados da música. O álbum de estreia internacional auto-intitulado foi lançado oficialmente nos Estados Unidos pela Warner Bros Records em 1 de abril de 2016.

## Carreira

### 2011–12: Início da carreira
A banda se formou na Dinamarca em 2011 e inicialmente gravou vídeos caseiros das canções "Drunk in the Morning" e "Criminal Mind". Essas gravações foram compartilhadas no Facebook e acumularam centenas de milhares de visualizações. A mesma assinou contrato com a Copenhagen Records no final de 2011. Em entrevista posterior, eles revelaram que já haviam assinado contrato com a gravadora antes da publicação dos vídeos e que os mesmos foram uma ideia da Copenhagen Records para ganharem notoriedade. Mesmo não tendo lançado canções oficiais, a banda conseguiu vender 17 mil ingressos para uma turnê.
Seu primeiro lançamento, disponível apenas em países da Europa, ganhou certificado de platina cinco vezes na Dinamarca. O álbum também contou com as canções "Drunk in the Morning", "Better Than Yourself" e "Ordinary Things". Ao longo de 2012, eles se apresentaram 107 vezes em toda a Europa, vendendo 40 mil ingressos apenas na Dinamarca. Os mesmos venderam 80 mil álbuns e 150 mil singles, além de atingirem 5 milhões de visualizações no YouTube e 27 milhões de transmissões. Com a turnê, foram para Inglaterra, Holanda, Noruega, Suécia, Alemanha, Áustria, França e Espanha.

### 2013–14: Contrato com a Warner Records
Em 2013, a banda continuou a percorrer toda a Europa. Durante o verão, a mesma participou do Grøn Koncert (Green Concert), que é realizada em apoio à pesquisa de distrofia muscular. Em outubro do mesmo ano, o grupo ganhou o prêmio European Border Breakers (EBBA) por suas turnês internacionais. Em outono de 2013, assinaram com a Warner Bros Records, que tinha intenção de levar sua música para os Estados Unidos.
A partir do início de 2014, passaram longos períodos de tempo em Los Angeles compondo e gravando o que se tornaria sua estreia oficial no mercado fonográfico estadunidense. A banda ainda é representada pela Copenhagen Records no continente europeu – nos países nórdicos, Alemanha, Suíça, Áustria e França – e é gerenciada pela Then We Take The World. Em março de 2014, Lukas contribuiu com vocais para o single de Hedegaard, "Happy Home". Mais tarde, a banda lançou seu primeiro single, "Mama Said", integrada ao álbum seguinte.

### 2015–presente: "7 Years" e sucesso internacional

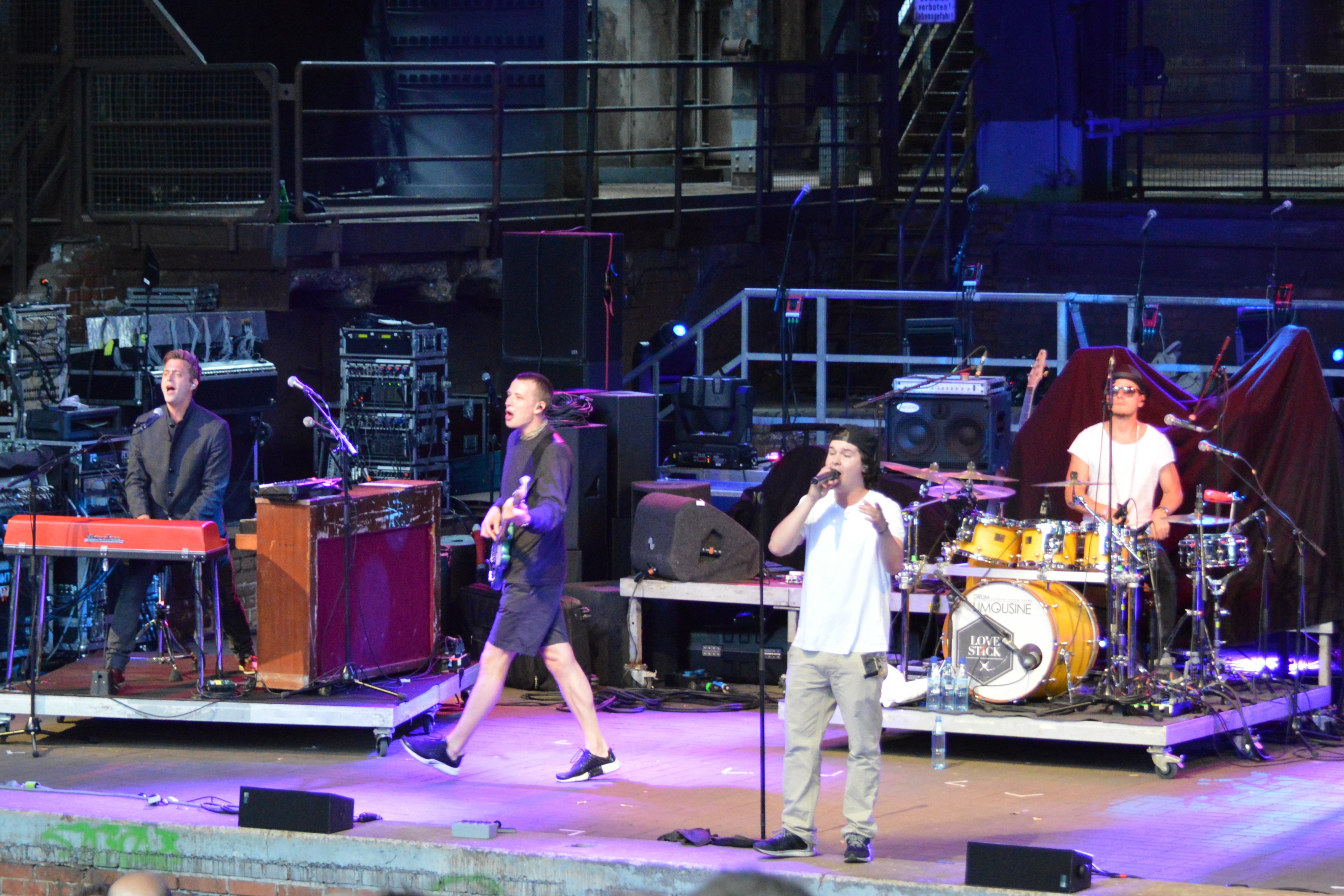
A banda (com formação original) se apresentando em 2013.

A banda lançou seu segundo álbum (frequentemente chamado de Blue Album) pela Copenhagen Records exclusivamente em nações europeias, em 2015. Ele alcançou o primeiro lugar na Dinamarca e boas posições em diversos gráficos europeus também. Entre os singles, "Mama Said", "Strip No More" e "7 Years", esse último chegou ao topo das paradas na Dinamarca, Itália, Áustria, Bélgica e Suécia. A banda fez sua estreia na televisão norte-americana tocando "7 Years" em um episódio de 10 de dezembro de 2015 de Conan e a canção chegou a segunda colocação na Billboard Hot 100. Em março de 2016, apresentaram-se no Jimmy Kimmel Live!. A banda também esteve no Late Night com Seth Meyers, Ellen Show, The Late Late Show com James Corden e Good Morning America.
Até o final de março de 2016, "7 Years" alcançou cerca de 225 milhões de ouvintes no Spotify em todo o mundo, com 17,2 milhões de ouvintes por mês, alcançando o 20º lugar entre artista mais popular da plataforma. Em 1 de abril do mesmo ano, a estreia internacional auto-intitulada foi oficialmente lançada nos Estados Unidos pela Warner Bros Records. O lançamento recebeu uma lista de faixas reformulada e uma recepção mais ampla em países como Canadá, Austrália, Reino Unido e Nova Zelândia. O álbum atingiu a 3.ª colocação na Billboard 200, 5.ª na Irlanda, 2.ª no Reino Unido e Nova Zelândia, além da 1.ª na Austrália e Canadá. A banda também embarcou em uma turnê de dois meses nos Estados Unidos e Canadá no final de março. A maioria dos ingressos da turnê se esgotaram rapidamente. Em julho de 2016, "7 Years" possuía mais de 480 milhões de execuções do Spotify.
Em junho de 2016, o tecladista Kasper Daugaard deixou a banda porque "a vida em turnê não era adequada para ele". Ele foi temporariamente substituído pelo produtor e ex-tecladista da banda, Morten Ristorp. Em dezembro, o grupo foi indicado para três prêmios Grammy, incluindo Gravação do Ano e Canção do Ano para "7 Years" e Melhor Performance Pop Duo/Grupal. O mesmo single também foi indicado para a categoria Canção do Ano no prêmio BBC Music, onde a banda se apresentou ao vivo em 12 de dezembro. Em 2017, interpretaram a canção "Off to See the World", presente na trilha sonora de My Little Pony: The Movie.
Em setembro de 2018, a banda anunciou seu terceiro álbum, 3 (The Purple Album), que foi lançado em 26 de outubro de 2018 pela Warner Bros Records, contendo o single "Love Someone". Em 20 de fevereiro de 2019, eles se apresentaram na terceira temporada da versão tailandesa de I Can See Your Voice. Em 8 de abril, foram convidados para a décima sétima temporada do American Idol, durante a segunda noite do episódio “Top 20 Duets”. Lukas cantou com os competidores Eddie Island e Dimitrius Graham; ambos avançaram para o Top 14.

## Estilo musical
O estilo do grupo foi descrita como híbrido pop-soul. Em uma resenha do novo álbum da banda, o jornalista Jon Pareles do The New York Times descreveu seu som como o lugar "onde o pop encontra o R&B". Patrick Ryan do USA Today escreveu que as canções "misturam sem esforço elementos do hip hop e folk". Liricamente, as canções geralmente lidam com situações comuns, como pobreza ("Mama Said") ou bebidas ("Drunk in the Morning").
A música mais popular da banda, "7 Years", descreve experiências do crescimento ao envelhecimento (dos sete aos 60 anos). O vocalista Lukas cresceu em uma comunidade autogovernada no meio de Copenhague, chamada Christiania. A área é conhecida por sua arte, pobreza relativa e criminalidade. Suas experiências crescendo na comunidade moldaram tanto o som de sua música quanto a letra que ele escreve.

## Membros
Membros atuais
- Lukas Forchhammer – vocal principal (2011–presente)
- Mark "Lovestick" Falgren – bateria, percussão, vocal de apoio (2011–presente)

Membros não oficiais
- Lars Vissing – trompete (2012–presente)
- Nikolai Bøgelund – trombone (2012–presente)
- Thomas Edinger – saxofone (2012–presente)
- Will Herrington – piano, teclado, vocal de apoio (2016–presente)
- Jon Sosin – guitarra (2018–presente)

Membros antigos
- Anders Kirk – piano, teclado (2011)
- Magnus Larsson – baixo, vocal de apoio (2011–2019)
- Morten Ristorp – piano, teclado (2011–12, 2016)
- Kasper Daugaard – piano, teclado, vocal de apoio (2012–16)

## Discografia
- Lukas Graham (2012)
- Lukas Graham  (The Blue Album) (2015)
- 3 (The Purple Album) (2018)[43]

## Prêmios e indicações
| Ano  | Prêmio                   | Categoria                      | Trabalho     | Resultado |
| ---- | ------------------------ | ------------------------------ | ------------ | --------- |
| 2012 | Danish Music Awards      | Revelação Dinamarquesa do Ano  | Lukas Graham | Venceu    |
| 2012 | Danish Music Awards      | Público do Ano                 | Lukas Graham | Indicado  |
| 2012 | Danish Music Awards      | Banda do Ano                   | Lukas Graham | Indicado  |
| 2012 | Danish Music Awards      | Artista Masculino do Ano       | Lukas Graham | Indicado  |
| 2012 | Danish Music Awards      | Revelação do Ano               | Lukas Graham | Indicado  |
| 2012 | Danish Music Awards      | Compositor do Ano              | Lukas Graham | Indicado  |
| 2012 | Danish Music Awards      | Melhor Álbum Pop               | Lukas Graham | Indicado  |
| 2015 | MTV Europe Music Awards  | Melhor Artista Dinamarquês     | Lukas Graham | Venceu    |
| 2015 | MTV Europe Music Awards  | Melhor Artista Europeu         | Lukas Graham | Indicado  |
| 2016 | MTV Video Music Awards   | Artista Revelação              | Lukas Graham | Indicado  |
| 2016 | MTV Europe Music Awards  | Artista Revelação              | Lukas Graham | Indicado  |
| 2016 | MTV Europe Music Awards  | Melhor Artista Dinamarquês     | Lukas Graham | Indicado  |
| 2016 | MTV Europe Music Awards  | Melhor Canção                  | "7 Years"    | Indicado  |
| 2016 | BBC Music Awards         | Canção do Ano                  | "7 Years"    | Indicado  |
| 2016 | LOS40 Music Awards       | Revelação Internacional do Ano | Eles mesmos  | Indicado  |
| 2016 | Teen Choice Awards       | Canção de Verão                | "7 Years"    | Indicado  |
| 2017 | Grammy Awards            | Gravação do Ano                | "7 Years"    | Indicado  |
| 2017 | Grammy Awards            | Canção do Ano                  | "7 Years"    | Indicado  |
| 2017 | Grammy Awards            | Melhor Performance Duo/Grupal  | "7 Years"    | Indicado  |
| 2017 | iHeartRadio Music Awards | Melhor Composição              | "7 Years"    | Indicado  |
| 2017 | iHeartRadio Music Awards | Revelação Pop                  | Lukas Graham | Indicado  |
| 2017 | Kids' Choice Awards      | Artista Revelação              | Lukas Graham | Indicado  |
| 2017 | Billboard Music Awards   | Revelação Top                  | Lukas Graham | Indicado  |